# Купирование хвостов и ушей собак
Купирование — это удаление или укорочение частей тела животного. В кинологии этот термин также используется для описания хирургического изменения формы ушей, укорачивания хвоста и удаления прибылых пальцев у собак.

## Процедура купирования
Купирование производит заводчик или приглашённый ветеринар, когда возраст щенков составляет от нескольких часов до нескольких дней. Хвосты купируют путем перевязывания тугой ниткой, леской или резинкой, чтобы нарушить кровоснабжение. После такой процедуры кончик хвоста отваливается через несколько суток. Также купировать могут хирургическим путём единовременно, для этого используют скальпель или другой хирургический инструмент.
Длина купирования хвоста зависит от породы и часто указывается в стандарте породы. По меньшей мере 170 пород собак имеют естественные линии «бобтейлов», рождающихся с укороченным хвостами. Они похожи на купированных собак, но представляют собой фенотип естественного происхождения.
Купирование ушей — это частичное или полное удаление внешнего видимого лоскута уха и/или ушного хряща животного. Иногда процедура включает фиксацию обрезанных ушей с помощью специального клея и лейкопластыря, чтобы сделать уши стоячими. Это древняя практика, основанная на желании улучшить внешние и функциональные особенности ушей, избежать некоторых сложностей со здоровьем. В XXI веке эта практика запрещена во многих странах, но всё ещё законна в ограниченном числе стран. В странах, где купирование ушей разрешено, его производят только щенкам определенных пород, таких как: питбуль, цвергпинчер, немецкий пинчер, доберман, шнауцер, немецкий дог, боксер, брюссельский гриффон, бриар, фландрский бувье, неаполитанский мастиф, кане корсо, азорская пастушья, канарский дог, аргентинский дог, кавказская овчарка, среднеазиатская овчарка и босерон.
Ветеринарная процедура, называемая в кинологии «купирование ушей» известна как косметическая отопластика. Современная ветеринария утверждает, что нет документального подтверждения медицинской или физиологической пользы для собаки от этой процедуры. По этой причине зоозащитники по всему миру выражают опасения по поводу жестокого обращения с животными, связанного с выполнением ненужных операций. В дополнение к запретам, действующим в странах по всему миру, в некоторых ветеринарных текстах отопластика описывается как «неэтичная процедура».

## История

### Купирование хвостов

#### Первоначальное назначение
В прошлом считалось, что купирование хвоста предотвращает бешенство, укрепляет спину, увеличивает скорость животного и предотвращает травмы при норной охоте, в драках и собачьих боях. Купирование хвоста осуществляется в наше время в профилактических, терапевтических, косметических целях, а также для предотвращения травм.
У собак, которые выполняют рабочие задачи, например охотничьи собаки, пастушьи собаки или терьеры, хвосты и шерсть на них могут собирать колючки и лисохвосты, вызывая боль и инфекцию. Во время движения по густому подлеску и зарослям хвост также может травмироваться. Кости в хвосте могут ломаться при ударе во время работы, что приводит к травмам позвоночника. Терьеры могут застрять под землей во время норной охоты, в такой ситуации их вытаскивают из норы за хвост. Купированный хвост защищает собаку от травм позвоночника во время такой процедуры.
Американская ветеринарная медицинская ассоциация (крупнейшая ветеринарная профессиональная организация в Соединенных Штатах) оспаривает эти обоснования, говоря: «Эти причины для купирования хвостов рабочих собак не имеют существенной научной поддержки. В самом крупном на сегодняшний день исследовании травм хвоста у собак частота переломов и других увечий была 0,23 %. Было подсчитано, что приблизительно 500 собак должны быть купированы, чтобы предотвратить повреждение одного хвоста».

### Купирование ушей

#### Назначение традиционного купирования ушей
Исторически уши купировали рабочим собакам, чтобы снизить риск осложнений со здоровьем, таких как ушные инфекции или гематомы. Купирование также делали собакам, которым предстояло защищаться, либо во время охоты на животных, которые могут дать отпор, либо при защите скота от хищников, либо потому, что они использовались для жестоких развлечений, таких как собачьи бои или травля медведей. Уши были легкой мишенью для противостоящего животного, чтобы схватить и разорвать их.
Купирование ушей домашних животных было и остается традицией в некоторых скотоводческих культурах. Уши рабочих племенных собак, таких как кавказская овчарка и пастушья мареммо-абруццская овчарка, традиционно подрезали, чтобы уменьшить вероятность того, что волки или собаки-агрессоры повредят их.
Согласно одному описанию, купирование проводилось, когда щенков отлучали от грудного вскармливания, примерно в возрасте шести недель. Его выполнял старый и опытный пастух, используя обычные ножницы для стрижки, хорошо заточенные. Уши обрезали либо треугольником, как у лисы, либо округленные, как у медведя. Удаленные части уха давали щенку съесть, полагая, что это сделает его более «свирепым»; предварительно обжарив их.
Альтернативным методом было удалить уши у новорожденных щенков, выкрутив их; однако это почти не оставляло внешнего уха у собаки. Более трехсот лет назад Лафонтен в девятой главе десятого тома своих Басен описал купирование и использование ошейников с шипами, как способы защиты собак от нападения волков, в таком ошейнике волкам было труднее задушить собаку, а купированные уши невозможно повредить. Книга была опубликована в 1678 году.
Собакам также купируют уши, законно или нет, для участия в собачьих боях, которые сами по себе являются незаконными во многих странах.

## Купирование ушей в косметических и функциональных целях

### Косметическое купирование ушей
В течение последних 100 лет купирование ушей проводилось чаще в косметических целях. В странах и штатах, где эта процедура остается законной, она часто практикуется, потому что купированные уши прописаны в стандарте породы и обязательны для успешного участия в выставках собак.
Ветеринарная процедура известна как «косметическая отопластика», обычно выполняется у щенков в возрасте от 7 до 12 недель. После 16 недель процедура становится более болезненной, и у животного усиливается болевая память. В процессе купирования может быть удалено до 2/3 ушного полотна, а края раны могут быть закрыты швами. Уши тогда перевязывают и фиксируют специальным пластырем, пока они не заживают в правильную форму.
Процедуру рекомендуется проводить под общим наркозом. Основные аргументы противников купирования вращаются вокруг послеоперационной боли. Американские ветеринарные школы, как правило, не преподают купирование ушей и хвостов, поэтому ветеринары, выполняющие эту практику, должны учиться на работе. Есть также проблемы с любителями, занимающимися купирование ушей, особенно на «щенячьих фермах».
В США, несмотря на то, что процедуры купирования хвоста, удаления прибылых пальцев и стерилизации остаются обычным явлением, количество операций по купированию ушей снижается, за исключением индустрии выставочных собак. Тем не менее, многие участники шоу-ринга заявляют, что они вообще прекратили бы эту практику, если бы могли выигрывать с некупированными собаками. Больницы для домашних животных Banfield pet hospital запрещают купирование хвостов и обрезание ушей собакам .

### Преимущества купирования ушей для здоровья
Исторически, считалось, что купирование ушей полезно для здоровья определенных пород с длинными висячими ушами. Считалось, что собаки со стоячими ушами менее подвержены ушным инфекциям, чем собаки с висячими ушами. Также существует мнение, что стоячие уши менее подвержены повреждениям и травмам, влекущим медицинские осложнения, особенно у рабочих собак. Некоторые утверждают, что купированные уши улучшают слух у таких пород, как боксеры. Длинные, висящие уши не могут функционировать так же, как стоячие, которые могут поворачиваться к источнику звука. Такая форма направляет звуковые волны в ушной канал и дополнительно немного усиливает звук. Длинное висячее ушное полотно также создает физический барьер для звуковых волн, при проникновении в слуховой проход.

## Критика
Роберт Уэнсборо утверждал в статье 1996 года, что коротко купированные хвосты ставят собак в невыгодное положение в нескольких аспектах. Во-первых, собаки используют свои хвосты, чтобы общаться с другими собаками (и с людьми); собака без хвоста может быть значительно затруднена в выражении страха, осторожности, агрессии, игривости и так далее.
Ливер и Реймчен в 2007 году обнаружили, что более длинные хвосты эффективнее, чем более короткие хвосты, при «передаче различных внутривидовых сигналов, таких как те, которые обеспечиваются движением хвоста».
Также было высказано предположение, что некоторые породы используют свои хвосты в качестве рулей при плавании и, возможно, для баланса во время бега; поэтому активные собаки с купированными хвостами могут оказаться в невыгодном положении по сравнению с их хвостатыми собратьями.
Видеоролики, сравнивающие купированных и некупированных собак, бегающих и прыгающих, показывают, что собакам с купированным хвостом, приходится работать усерднее, чтобы компенсировать потерю хвоста. Патолог собак и эксперт по спортивной медицине профессор Крис Цинк считает, что дополнительный стресс, наносимый суставам купированных собак, может иметь долгосрочные последствия для здоровья.
В 2007 году Стивен Ливер, аспирант Университета Виктории, опубликовал статью о купировании хвоста, в которой было установлено, что длина хвоста важна для передачи социальных сигналов. Исследование показало, что к собакам с более короткими хвостами (купированными хвостами) сородичи подходят с большей осторожностью. Как если бы приближающаяся собака не была уверена в эмоциональном состоянии купированной собаки.
Исследование продолжает предполагать, что собаки с купированными хвостами могут вырасти более агрессивными. Том Реймчен, биолог и научный руководитель исследования, полагает, что собаки, выросшие без возможности эффективно передавать социальные сигналы, вырастут более асоциальными и, следовательно, более агрессивными.
Х. Ли Робинсон, утверждает, что сообщения о недостатках купирования хвостов не имеют эмпирических доказательств и в первую очередь поддерживаются зоозащитниками, у которых нет опыта взаимодействия с рабочими собаками. Робинсон предполагает, что купирование хвостов рабочих собак примерно в половину длины одновременно обеспечивает преимущества предотвращения травм и инфекций, а также позволяет использовать его для социального взаимодействия.
Робинсон, однако, не ветеринар или исследователь, а владелец кинологической организации «Американский Страж K9», который получает доход от организации видов деятельности рабочих собак, которых часто купируют.
Купирование осуждает Американская ветеринарная медицинская ассоциация, Американская ассоциация ветеринарных клиник и Канадская ветеринарная медицинская ассоциация. Эти организации также призвали племенные организации убрать купирование из всех стандартов породы.

### Влияние кинологических организаций
Критики отмечают, что клубы собаководства со стандартами породы, которые не признают собак с некупированными хвостами и ушами, заставляют владельцев и заводчиков продолжать эту практику. Хотя Американский клуб собаководства (AKC) говорит, что в нем нет правил, требующих купирования или делающих некупированных животных непригодными для выставочного ринга, стандарты многих пород ставят некупированных собак в проигрышное положение в выставочном ринге. Например, американский стандарт породы для боксеров рекомендует «строго наказывать» некупированный хвост.
Позиция AKC заключается в том, что купирование ушей и хвостов является «приемлемой практикой, неотъемлемой частью определения и сохранения характера породы и улучшения здоровья», хотя в настоящее время против этой практики выступает Американская ветеринарная медицинская ассоциация.

## Законодательные ограничения и запреты купирования
Сегодня многие страны запрещают купирование, потому что считают эту практику ненужной, болезненной, жестокой или калечащей. В Европе купирование ушей запрещено во всех странах, которые ратифицировали Европейскую конвенцию о защите домашних животных. Некоторые страны, ратифицировавшие конвенцию, сделали исключения для купирования хвоста.
Купирование ушей все еще широко практикуется в Соединенных Штатах и в некоторых частях Канады. При этом, примерно 130000 щенкам в Соединенных Штатах купируют уши каждый год. Американский и Канадский клубы собаководов разрешают эту практику. Хотя некоторые отдельные штаты в США пытались запретить купирование ушей, существует сильная оппозиция со стороны некоторых синологических организаций, которые ссылаются на повышение риска проблем со здоровьем и традиции. Также было высказано предположение, что купирование ушей может мешать способности собаки общаться с использованием сигналов, которые она подает ушами. Но некоторые также утверждают, что купирование наоборот повышает способность собаки общаться сигналами, которые она подает ушами. На данный момент нет научного сравнительного исследования сигналов общения ушами у купированных и некупированных собак.
| Страна                          | Статус | Дата запрета/ограничения (если применимо)                                |
| ------------------------------- | --- | ------------------------------------------------------------------------ |
| Афганистан                      | Без ограничений |                                                                          |
| Аргентина                       | Без ограничений |                                                                          |
| Австралия                       | Запрещено во всех штатах и территориях | Июнь 2004 (Восточные штаты Австралии) 16 марта 2010 (Западная Австралия) |
| Австрия                         | Запрещено | 1 января 2005                                                            |
| Бельгия                         | Запрещено | 1 января 2006                                                            |
| Боливия                         | Без ограничений |                                                                          |
| Бразилия                        | Запрещено в косметических целях |                                                                          |
| Босния и Герцеговина            | Ограничено: купировать может только ветеринар |                                                                          |
| Канада                          | В Канаде нет федерального закона, запрещающего косметическую хирургию для домашних животных. Канадская Ветеринарно-медицинская Ассоциация выступает против всех косметических практик. В нескольких провинциях действует местное законодательство, запрещающее купирование хвостов, ушей и большинство косметических операций: - Запрещено с 2015 года на острове Принца Эдуарда - Запрещено в Ньюфаундленде и Лабрадоре согласно Регламенту 35/12 Ньюфаундленда и Лабрадора от 2 мая 2012 года. - Запрещено в Новой Шотландии с октября 2018 года. Ранее эта практика была запрещена для ветеринаров. Три провинциальные ветеринарные ассоциации имеют запреты для своих ветеринаров на купирование хвоста, ушей и большинство косметических операций: - С 2008 года Нью-Брансуик Ветеринарная медицинская ассоциация (NBVMA) - Вступление в силу с первого января 2017 года, полного запрета на косметическую хирургию, изданного Медицинским департаментом Квебека (OMVQ). - Ветеринарная медицинская ассоциация Альберта проголосовала за запрет практики в феврале 2019 года. Три провинциальные ветеринарные ассоциации с запретами на купирование ушей открыты для будущего запрета на купирование хвостов: - С 2013 года Саскачеванская ветеринарная медицинская ассоциация запретила косметическое обрезание ушей (положение 33.6) - С 2015 года Колледж ветеринаров Британской Колумбии (CVBC)) - С 2012 года Постановление 31, Манитоба, Ветеринарная медицинская ассоциация (MVMA) |                                                                          |
| Чили                            | Запрещено |                                                                          |
| Колумбия                        | Запрещено |                                                                          |
| Коста-Рика                      | Без ограничений |                                                                          |
| Хорватия                        | Запрещено |                                                                          |
| Кипр                            | Запрещено | 1991                                                                     |
| Чехия                           | Купирование ушей запрещено, купирование хвостов без ограничений |                                                                          |
| Дания                           | Запрещено, с исключением для пяти подружейных пород собак | 1 июня 1996                                                              |
| Египет                          | Без ограничений |                                                                          |
| Англия                          | Купирование ушей запрещено в 1899. Купирование хвостов ограничено с 2007, купировать может только ветеринар собак некоторых рабочих пород | 2006                                                                     |
| Эстония                         | Запрещено | 2001                                                                     |
| Финляндия                       | Запрещено | 1 июля 1996                                                              |
| Франция                         | Купирование хвостов не ограничено (Франция отказалась от правила в отношении купирования хвостов, когда она ратифицировала Европейскую конвенцию о защите домашних животных). Любая другая операция в эстетических целях (например, купирование ушей) запрещена с 2009 года. |                                                                          |
| Германия                        | Запрещено, с исключением для рабочих подружейных пород | 1 мая 1998                                                               |
| Греция                          | Запрещено | 1991                                                                     |
| Венгрия                         | Запрещено |                                                                          |
| Исландия                        | Запрещено | 2001                                                                     |
| Индия                           | Без ограничений, начиная с правления Высшего суда Мадраса (Указ No. 1750/2012) |                                                                          |
| Индонезия                       | Без ограничений |                                                                          |
| Иран                            | Без ограничений — на ветеринарных факультетах в Иране до сих пор обучают купировать хвосты и уши |                                                                          |
| Ирландия                        | Запрещено | 7 March 2014                                                             |
| Израиль                         | Запрещено в косметических целях | 2000                                                                     |
| Италия                          | Запрещено |                                                                          |
| Япония                          | Без ограничений |                                                                          |
| Кувейт                          | Без ограничений |                                                                          |
| Латвия                          | Запрещено |                                                                          |
| Ливан                           | Без ограничений |                                                                          |
| Литва                           | Запрещено |                                                                          |
| Люксембург                      | Запрещено | 1991                                                                     |
| Малайзия                        | Без ограничений |                                                                          |
| Марокко                         | Без ограничений: в Марокко нет законов, защищающих права животных |                                                                          |
| Мавритания                      | Без ограничений |                                                                          |
| Мексика                         | Без ограничений |                                                                          |
| Непал                           | Без ограничений |                                                                          |
| Нидерланды                      | Запрещено | 1 сентября 2001                                                          |
| Новая Зеландия                  | Запрещено | 1 октября 2018                                                           |
| Северная Ирландия               | Купирование ушей запрещено. Купирование хвостов ограничено с 2013, купировать может только ветеринар собак некоторых рабочих пород |                                                                          |
| Норвегия                        | Запрещено | 1987                                                                     |
| Перу                            | Без ограничений |                                                                          |
| Филиппины                       | Без ограничений |                                                                          |
| Португалия                      | Купирование ушей запрещено. Купирование хвостов разрешено только при выполнении ветеринаром | 2001                                                                     |
| Польша                          | Запрещено | 1997                                                                     |
| Россия                          | Ограничено |                                                                          |
| Шотландия                       | Запрещено | 2006                                                                     |
| Сербия                          | Купирование ушей запрещено, купирование хвостов запрещено в косметических целях, но разрешено по медицинским показаниям и для некоторых рабочих пород | 2011                                                                     |
| Словакия                        | Запрещено | 1 января 2003                                                            |
| Словения                        | Запрещено | Апрель 2007                                                              |
| Южная Африка                    | Запрещено Южно-Африканским Ветеринарным Советом даже при выполнении ветеринаром, кроме медицинских показаний. Купирование ушей запрещено | 1 июня 2008                                                              |
| Испания                         | Запрещено в некоторых автономиях |                                                                          |
| Шри-Ланка                       | Без ограничений |                                                                          |
| Швеция                          | Запрещено | 1989                                                                     |
| Швейцария                       | Запрещено | 1 июля 1981 (уши) 1988 (хвосты)                                          |
| Тайвань                         | Без ограничений |                                                                          |
| Таиланд                         | Без ограничений |                                                                          |
| Тунис                           | Без ограничений |                                                                          |
| Турция                          | Запрещено | 24 июня 2004                                                             |
| США                             | Без ограничений. Некоторые штаты, например Нью-Йорк и Вермонт рассматривали билли по признанию этой практики незаконной. |                                                                          |
| Виргинские острова (Британские) | Запрещено | 2005                                                                     |
| Уэльс                           | Ограничено: купировать могут только ветеринары собак нескольких рабочих пород | 2006                                                                     |